# Canada op de Olympische Zomerspelen 1976
Canada was het gastland van de Olympische Zomerspelen 1976 in Montréal. Er namen 385 sporters deel in 23 olympische sportdisciplines, waarbij elf medailles werden behaald. Na 1924, 1948 en 1972 werd voor de vierde maal geen gouden medaille behaald bij Zomerspelen. Canada is hiermee tot op heden (tot en met de Spelen van 2016) het enige land dat tijdens de Zomerspelen in eigen land geen gouden medaille wist te winnen.

## Medailles
| Sport        | Olympiër(s)                                            | Onderdeel                  | Medaille |
| ------------ | ------------------------------------------------------ | -------------------------- | -------- |
| Atletiek     | Greg Joy                                               | hoogspringen (m)           | Zilver   |
| Kanovaren    | John Wood                                              | C-1 500m (m)               | Zilver   |
| Paardensport | Michel Vaillancourt                                    | springconcours individueel | Zilver   |
| Zwemmen      | Stephen Pickell Graham Smith Clay Evans Gary MacDonald | 4x100m wisselslag (m)      | Zilver   |
| Zwemmen      | Cheryl Gibson                                          | 400m wisselslag (v)        | Zilver   |
| Zwemmen      | Shannon Smith                                          | 400m vrije slag (v)        | Brons    |
| Zwemmen      | Nancy Garapick                                         | 100m rugslag (v)           | Brons    |
| Zwemmen      | Nancy Garapick                                         | 200m rugslag (v)           | Brons    |
| Zwemmen      | Becky Smith                                            | 400m wisselslag (v)        | Brons    |
| Zwemmen      | Gail Amundrud Barbara Clark Becky Smith Anne Jardin    | 4x100m vrije slag (v)      | Brons    |
| Zwemmen      | Wendy Cook Robin Corsiglia Susan Smith Anne Jardin     | 4x100m wisselslag (v)      | Brons    |

## Deelnemers en resultaten

### Atletiek
| Olympiër                                                           | Onderdeel                | Resultaat | Prestatie |
| ------------------------------------------------------------------ | ------------------------ | --------- | --- |
| Robert Martin                                                      | 100m (m)                 | DNS       | serie 1: niet gestart |
| Marvin Nash                                                        | 100m (m)                 | 13e       | serie 4: 3de in 10,59 kwartfinale 1: 3de in 10,48 halve finale 1: 5de in 10,52 |
| Hugh Fraser<                                                       | 200m (m)                 | 25e       | serie 8: 4de in 21,54 kwartfinale 1: 8ste in 21,57 |
| Robert Martin                                                      | 200m (m)                 | DNS       | serie 4: niet gestart |
| Glenn Bogue                                                        | 400m (m)                 | 31e       | serie 4: 5de in 47,42 kwartfinale 1: 8ste in 48,98 |
| Don Domansky                                                       | 400m (m)                 | DNF       | serie 2: 6de in 47,24 kwartfinale 3: niet gestart |
| Brian Saunders                                                     | 400m (m)                 | 13e       | serie 1: 5de in 47,24 kwartfinale 2: 4de in 46,42 halve finale 1: 6de in 46,46 |
| Paul Craig                                                         | 1500m (m)                | 14e       | serie 3: 4de in 3.38,00 halve finale 2: 7de in 3.41,02 |
| Dave Hill                                                          | 1500m (m)                | DNF       | serie 5: 3de in 3.41,24 halve finale 1: niet gefinisht |
| Peter Spir                                                         | 1500m (m)                | 39e       | serie 4: 7de in 3.59,60 |
| Grant McLaren                                                      | 5000m (m)                | 29e       | serie 2: 6de in 13.46,40 |
| Chris McCubbins                                                    | 10000m (m)               | 38e       | serie 1: 12de in 33.33,35 |
| Dan Shaughnessy                                                    | 10000m (m)               | 29e       | serie 3: 10de in 29.26,96 |
| Daniel Taillon                                                     | 110m horden (m)          | 19e       | serie 3: 7de in 14,23 |
| Hugh Spooner Marvin Nash Albin Dukowski Hugh Fraser                | 4x100m (m)               | 8e        | serie 3: 3de in 39,72 halve finale 1: 4de in 39,46 finale: 8ste in 39,47 |
| Ian Seale Don Domansky Leighton Hope Brian Saunders                | 4x100m (m)               | 4e        | serie 1: 4de in 3.03,89 finale: 4de in 3.02,64 |
| Jerome Drayton                                                     | marathon (m)             | 6e        | 2:13.30 |
| Tom Howard                                                         | marathon (m)             | 30e       | 2:22.08 |
| Wayne Yetman                                                       | marathon (m)             | 36e       | 2:24.17 |
| Pat Farrelly                                                       | 20km snelwandelen (m)    | 33e       | 1:41.36,2 |
| Marcel Jobin                                                       | 20km snelwandelen (m)    | 23e       | 1:34.33,4 |
| Alex Oakley                                                        | 20km snelwandelen (m)    | 35e       | 1:44.08,8 |
| Jim Buchanan                                                       | verspringen (m)          | 21e       | kwalificatie groep B: 7de met 7,49m |
| Jim McAndrew                                                       | verspringen (m)          | 22e       | kwalificatie groep B: 8ste met 7,48m |
| Richard Rock                                                       | verspringen (m)          | 19e       | kwalificatie groep B: 6de met 7,57m |
| Claude Ferragne                                                    | hoogspringen (m)         | 12e       | kwalificatie groep A: 8ste met 2,16m finale: 12de met 2,14m |
| Robert Forget                                                      | hoogspringen (m)         | 32e       | kwalificatie groep A: 18de met 2,05m |
| Greg Joy                                                           | hoogspringen (m)         | Zilver    | kwalificatie groep A: 6de met 2,16m finale: 2de met 2,23m |
| Bruce Simpson                                                      | polsstokhoogspringen (m) | DNF       | kwalificatie groep B: 3de met 5,10m finale: geen geldige sprong |
| Ken Wenman                                                         | polsstokhoogspringen (m) | 22e       | kwalificatie groep B: 9de met 5,00m |
| Bruce Pirnie                                                       | kogelstoten (m)          | 20e       | kwalificatie groep A: 9de met 17,82m |
| Borys Chambul                                                      | discuswerpen (m)         | 12e       | kwalificatie groep B: 10de met 55,86m |
| Bishop Dolegiewicz                                                 | discuswerpen (m)         | DNF       | kwalificatie groep A: geen geldige worp |
| Ain Roost                                                          | discuswerpen (m)         | 23e       | kwalificatie groep B: 9de met 56,56m |
| Phil Olsen                                                         | speerwerpen (m)          | 11e       | kwalificatie groep B: 1ste met 87,76m finale: 11de met 77,70m |
| Murray Keating                                                     | kogelslingeren (m)       | 19e       | kwalificatie groep B: 9de met 65,68m |
|                                                                    |                          |           | |
| Marjorie Bailey                                                    | 100m (v)                 | 16e       | serie 1: 4de in 11,46 kwartfinale 4: 3de in 11,44 halve finale 1: 8ste in 11,47 |
| Margaret Howe                                                      | 100m (v)                 | 31e       | serie 3: 5de in 11,83 kwartfinale 3: 8ste in 11,96 |
| Patty Loverock                                                     | 100m (v)                 | 13e       | serie 2: 2de in 11,47 kwartfinale 1: 4de in 11,50 halve finale 2: 7de in 11,40 |
| Marjorie Bailey                                                    | 200m (v)                 | 9e        | serie 1: 4de in 23,36 kwartfinale 3: 3de in 23,24 halve finale 1: 5de in 23,06 |
| Patty Loverock                                                     | 200m (v)                 | 31e       | serie 6: 3de in 23,34 kwartfinale 4: 2de in 23,03 |
| Joanne McTaggert                                                   | 200m (v)                 | 10e       | serie 2: 3de in 24,35 kwartfinale 2: 8ste in 24,47 halve finale 2: 5de in 23,09 |
| Rachelle Campbell                                                  | 400m (v)                 | 30e       | serie 1: 5de in 54,54 kwartfinale 1: 8ste in 54,16 |
| Margaret Stride                                                    | 400m (v)                 | 31e       | serie 6: 5de in 53,21 kwartfinale 2: 7de in 55,02 |
| Joyce Yakubowich                                                   | 400m (v)                 | 23e       | serie 4: 4de in 53,35 kwartfinale 4: 8ste in 53,14 |
| Sue Bradley-Kameli                                                 | 800m (v)                 | 19e       | serie 2: 6de in 14,07 |
| Yvonne Saunders                                                    | 800m (v)                 | 21e       | serie 5: 4de in 2.03,54 |
| Joan Wenzel                                                        | 800m (v)                 | 22e       | serie 2: 6de in 2.03,62 |
| Penny Werthner                                                     | 1500m (v)                | 33e       | serie 3: 9de in 4.18,19 |
| Thelma Wright                                                      | 1500m (v)                | 28e       | serie 2: 8ste in 4.15,23 |
| Penny Werthner                                                     | 100m horden (v)          | 33e       | serie 3: 9de in 4.18,19 |
| Margaret Howe Patty Loverock Joanne McTaggart Marjorie Bailey      | 4x100m (v)               | 4e        | serie 2: 3de in 43,53 finale: 4de in 43,17 |
| Margaret Stride Joyce Yakubowich Rachelle Campbell Yvonne Saunders | 4x100m (v)               | 4e        | serie 2: 4de in 3.28,81 finale: 8ste in 3.28,1 |
| Diane Jones                                                        | verspringen (v)          | 4e        | kwalificatie groep B: 3de met 6,28m finale: 11de met 6,13m |
| Debbie Brill                                                       | hoogspringen (v)         | 19e       | kwalificatie groep A: geen geldige sprong |
| Louise Hannah-Walker                                               | hoogspringen (v)         | 20e       | kwalificatie groep B: 4de met 1,80m finale: 20ste met 1,78m |
| Julie White                                                        | hoogspringen (v)         | 10e       | kwalificatie groep B: 1ste met 1,80m finale: 10de met 1,87m |
| Lucette Moreau                                                     | kogelstoten (v)          | 13e       | 15,48m |
| Jane Haist                                                         | discuswerpen (v)         | 11e       | kwalificatie: 9de met 57,98m finale: 11de met 59,74m |
| Lucette Moreau                                                     | discuswerpen (v)         | 13e       | kwalificatie: 13de met 55,22m finale: 13de met 55,88m |
| Diane Jones                                                        | vijfkamp (v)             | 6e        | 100m horden: 9de in 1379 (893 punten) kogelstoten: 5de met 14,58m (871 punten) hoogspringen: 2de met 1,80m (1031 punten) verspringen: 4de met 6,29m (969 punten) 200m: 17de in 25,33 (818 punten) totaal: 4582 punten |

### Basketbal

#### Mannen
| Olympiër | Onderdeel | Resultaat | Prestatie |
| --- | --------- | --------- | --- |
| Alexander Devlin Martin Riley Bill Robinson John Cassidy Derek Sankey Robert Sharpe Cameron Hall James Russell Robert Town Romel Raffin Lars Hansen Phil Tollestrup | mannen    | 4e        | groep A:2de W van Japan: 104-76 W van Cuba: 84-79 V van Sovjet-Unie: 85-108 W van Australië: 81-69 W van Mexico: 92-84 halve finale: V van Verenigde Staten: 59-77 bronzen finale: V van Sovjet-Unie: 72-100 |

| Groep A |             |             |             |             |            |            |            |        |
| #       | Land        | Wedstrijden | Wedstrijden | Wedstrijden | Doelpunten | Doelpunten | Doelpunten | Punten |
| #       | Land        | G           | W           | V           | V          | T          | Saldo      | Punten |
| 1       | Sovjet-Unie | 5           | 5           | 0           | 548        | 374        | +174       | 10     |
| 2       | Canada      | 5           | 4           | 1           | 446        | 416        | +30        | 9      |
| 3       | Cuba        | 5           | 3           | 2           | 448        | 402        | +46        | 8      |
| 4       | Australië   | 5           | 2           | 3           | 472        | 481        | -9         | 7      |
| 5       | Mexico      | 5           | 1           | 4           | 461        | 511        | -50        | 6      |
| 6       | Japan       | 5           | 0           | 5           | 364        | 555        | -191       | 5      |

| Ronde          | Datum    | Plaats           | Land   | Score  | Land |
| -------------- | -------- | ---------------- | ------ | ------ | ---- |
| Groepsfase     |          |                  |        |        |      |
| 18 juli        | Montréal | Canada           | 104-76 | Japan  |      |
| 19 juli        | Montréal | Canada           | 84-79  | Cuba   |      |
| 21 juli        | Montréal | Sovjet-Unie      | 108-85 | Canada |      |
| 23 juli        | Montréal | Australië        | 69-81  | Canada |      |
| 24 juli        | Montréal | Mexico           | 84-92  | Canada |      |
| Halve finale   |          |                  |        |        |      |
| 26 juli        | Montréal | Verenigde Staten | 95-77  | Canada |      |
| Bronzen finale |          |                  |        |        |      |
| 27 juli        | Montréal | Sovjet-Unie      | 100-72 | Canada |      |

#### Vrouwen
| Olympiër | Onderdeel | Resultaat | Prestatie |
| --- | --------- | --------- | --- |
| Joyce Douthwright Joanne Sargent Anne Hurley Christine Critelli Beverley Bland Coleen Dufresne Sheila Strike Sylvia Sweeney Carol Turney Donna Hobin Angela Johnson Beverly Barnes | vrouwen   | 6e        | groepsfase: 6de V van Sovjet-Unie: 51-115 V van Japan: 89-121 V van Verenigde Staten: 75-89 V van Tsjecho-Slowakije: 59-67 V van Bulgarije: 62-85 |

| Groep |                   |             |             |             |        |        |        |        |
| #     | Land              | Wedstrijden | Wedstrijden | Wedstrijden | Punten | Punten | Punten | Punten |
| #     | Land              | G           | W           | V           | V      | T      | Saldo  | Punten |
| 1     | Sovjet-Unie       | 5           | 5           | 0           | 504    | 346    | +158   | 10     |
| 2     | Verenigde Staten  | 5           | 3           | 2           | 415    | 417    | -2     | 8      |
| 3     | Bulgarije         | 5           | 3           | 2           | 365    | 377    | -12    | 8      |
| 4     | Tsjecho-Slowakije | 5           | 2           | 3           | 351    | 359    | -8     | 7      |
| 5     | Japan             | 5           | 2           | 3           | 405    | 400    | +5     | 7      |
| 6     | Canada            | 5           | 0           | 5           | 336    | 477    | -141   | 5      |

| Ronde      | Datum    | Plaats           | Land   | Score             | Land |
| ---------- | -------- | ---------------- | ------ | ----------------- | ---- |
| Groepsfase |          |                  |        |                   |      |
| 19 juli    | Montréal | Sovjet-Unie      | 115-51 | Canada            |      |
| 20 juli    | Montréal | Japan            | 121-89 | Canada            |      |
| 22 juli    | Montréal | Verenigde Staten | 89-75  | Canada            |      |
| 23 juli    | Montréal | Canada           | 59-67  | Tsjecho-Slowakije |      |
| 25 juli    | Montréal | Canada           | 62-85  | Bulgarije         |      |

### Boksen
| Olympiër        | Onderdeel   | Resultaat | Prestatie |
| --------------- | ----------- | --------- | --- |
| Sidney McKnight | -48kg (m)   | 17e       | 1ste ronde: V van PRK Li: knock-out                                                                                              |
| Ian Clyde       | -51kg (m)   | 5e        | 1ste ronde: vrij 2de ronde: W van ZAM Chiteule: opgave 3de ronde: W van GBR Magri: knock-out kwartfinale: V van CUB Duvalón: 0-5 |
| Chris Ius       | -54kg (m)   | 9e        | 1ste ronde: vrij 2de ronde: W van ETH Ayele: opgave 3de ronde: V van THA Saturngrun: 0-5                                         |
| Camille Huard   | -57kg (m)   | 9e        | 1ste ronde: vrij 2de ronde: W van ALG Koual: opgave 3de ronde: V van POL Kosedowski: 0-5                                         |
| Chris Clarke    | -63,5kg (m) | 9e        | 1ste ronde: vrij 2de ronde: W van FIN Friman: 5-0 3de ronde: V van HUN Nagy: scheidsrechterlijke beslissing                      |
| Carmen Rinke    | -67kg (m)   | 5e        | 1ste ronde: vrij 2de ronde: W van GUY Bristol: opgabe 3de ronde: W van JPN Seki: 4-1 kwartfinale: V van GDR Bachfeld: 0-5        |
| Michael Prevost | -71kg (m)   | 17e       | 1ste ronde: V van ROU Didea: gediskwalificeerd                                                                                   |
| Bryan Gibson    | -75kg (m)   | 17e       | 1ste ronde: V van GDR Wittenburg: knock-out                                                                                      |
| Roger Fortin    | -81kg (m)   | 17e       | 1ste ronde: V van URS Klimanov: 0-5                                                                                              |

### Boogschieten
| Olympiër      | Onderdeel       | Resultaat | Prestatie                                                                            |
| ------------- | --------------- | --------- | ------------------------------------------------------------------------------------ |
| Edward Gamble | individueel (m) | 16e       | 1ste ronde: 19de met 1158 punten 2de ronde: 19de met 1204 punten totaal: 2362 punten |
| Dave Mann     | individueel (m) | 7e        | 1ste ronde: 12de met 1190 punten 2de ronde: 5de met 1241 punten totaal: 2431 punten  |
|               |                 |           |                                                                                      |
| Wanda Allen   | individueel (m) | 16e       | 1ste ronde: 12de met 1154 punten 2de ronde: 16de met 1149 punten totaal: 2303 punten |
| Lucille Lemay | individueel (m) | 5e        | 1ste ronde: 8ste met 1181 punten 2de ronde: 3de met 1220 punten totaal: 2401 punten  |

### Gewichtheffen
| Olympiër        | Onderdeel   | Resultaat | Prestatie                                                        |
| --------------- | ----------- | --------- | ---------------------------------------------------------------- |
| Yves Carignan   | -56kg (m)   | DNF       | trekken: geen geldige poging                                     |
| Pierre St. Jean | -82,5kg (m) | DNF       | trekken: geen geldige poging                                     |
| Russ Prior      | -110kg (m)  | 9e        | trekken: 2de met 1667,5kg stoten: 12de met 195kg totaal: 362,5kg |
| Robert Santavy  | -110kg (m)  | 16e       | trekken: 17de met 147,5kg stoten: 14de met 190kg totaal: 337,5kg |

### Handbal

#### Mannen
| Olympiër | Onderdeel | Resultaat | Prestatie |
| --- | --------- | --------- | --- |
| Wolfgang Blankenau Christian Chagnon François Dauphin Hugues de Roussan Pierre Désormeaux Pierre Ferdais Robert Johnson Richard Lambert Claude Lefebvre Danny Power Stan Thorseth Luc Tousignant Claude Viens Pierre St-Martin | mannen    | 11e       | groep A: 6de V van Joegoslavië: 18-22 V van Sovjet-Unie: 9-25 V van Bondsrepubliek Duitsland: 11-26 V van Denemarken: 18-24 V van Japan: 19-25 |

| Groep B |                          |             |             |             |             |            |            |            |        |
| #       | Land                     | Wedstrijden | Wedstrijden | Wedstrijden | Wedstrijden | Doelpunten | Doelpunten | Doelpunten | Punten |
| #       | Land                     | G           | W           | G           | V           | V          | T          | Saldo      | Punten |
| 1       | Sovjet-Unie              | 5           | 4           | 0           | 1           | 111        | 77         | +34        | 8      |
| 2       | Bondsrepubliek Duitsland | 5           | 4           | 0           | 1           | 97         | 76         | +21        | 8      |
| 3       | Joegoslavië              | 5           | 4           | 0           | 1           | 110        | 93         | +17        | 8      |
| 4       | Denemarken               | 5           | 2           | 0           | 3           | 92         | 102        | -10        | 4      |
| 5       | Japan                    | 5           | 1           | 0           | 4           | 96         | 111        | -15        | 2      |
| 6       | Canada                   | 5           | 0           | 0           | 5           | 75         | 122        | -47        | 0      |

| Ronde      | Datum    | Plaats                   | Land  | Score  | Land |
| ---------- | -------- | ------------------------ | ----- | ------ | ---- |
| Groepsfase |          |                          |       |        |      |
| 18 juli    | Montréal | Joegoslavië              | 22-18 | Canada |      |
| 20 juli    | Montréal | Sovjet-Unie              | 25-9  | Canada |      |
| 22 juli    | Montréal | Bondsrepubliek Duitsland | 26-11 | Canada |      |
| 24 juli    | Montréal | Denemarken               | 24-18 | Canada |      |
| 26 juli    | Montréal | Japan                    | 25-19 | Canada |      |

#### Vrouwen
| Olympiër | Onderdeel | Resultaat | Prestatie |
| --- | --------- | --------- | --- |
| Lucie Balthazar Louise Beaumont Manon Charette Danielle Chenard Nicole Genier Mariette Houle Louise Hurtubise Denise Lemaire Francine Parizeau Monique Prud'homme Joanes Rail Nicole Robert Hélène Tétreault Johanne Valois | vrouwen   | 6e        | groepsfase: 6de V van Sovjet-Unie: 3-21 V van Hongarije: 3-24 V van GDR: 4-29 V van Roemenië: 11-17 V van Japan: 14-15 |

| Groep |             |             |             |             |             |            |            |            |        |
| #     | Land        | Wedstrijden | Wedstrijden | Wedstrijden | Wedstrijden | Doelpunten | Doelpunten | Doelpunten | Punten |
| #     | Land        | G           | W           | G           | V           | V          | T          | Saldo      | Punten |
| 1     | Sovjet-Unie | 5           | 5           | 0           | 0           | 92         | 40         | +52        | 10     |
| 2     | GDR         | 5           | 3           | 1           | 1           | 89         | 47         | +42        | 7      |
| 3     | Hongarije   | 5           | 3           | 1           | 1           | 85         | 55         | +30        | 7      |
| 4     | Roemenië    | 5           | 2           | 0           | 3           | 73         | 83         | -10        | 4      |
| 5     | Japan       | 5           | 1           | 0           | 4           | 72         | 115        | -43        | 2      |
| 6     | Canada      | 5           | 0           | 0           | 5           | 35         | 106        | -71        | 0      |

| Ronde      | Datum    | Plaats      | Land  | Score  | Land |
| ---------- | -------- | ----------- | ----- | ------ | ---- |
| Groepsfase |          |             |       |        |      |
| 20 juli    | Montréal | Sovjet-Unie | 21-3  | Canada |      |
| 22 juli    | Montréal | Hongarije   | 24-3  | Canada |      |
| 24 juli    | Montréal | GDR         | 29-4  | Canada |      |
| 26 juli    | Montréal | Roemenië    | 17-11 | Canada |      |
| 28 juli    | Montréal | Japan       | 15-14 | Canada |      |

### Hockey
| Olympiër | Onderdeel | Resultaat | Prestatie |
| --- | --------- | --------- | --- |
| James MacDougall Sarbjit Dusang David Bissett Alan Hobkirk Reg Plummer Lee Wright Lance Carey Peter Motzek Douglas Pready Kelvin Wood Peter Lown Fred Hoos Paul "Bubli" Chohan Michael Mouat Kuldip Gosal Antonie Schouten | mannen    | 10e       | groep A: 5de V van Australië: 0-3 W van Argentinië: 3-1 V van India: 0-3 V van Maleisië: 0-1 V van Nederland: 1-3 9-10de plek: V van België: 2-3 |

| Groep A |            |             |             |             |             |            |            |            |        |
| #       | Land       | Wedstrijden | Wedstrijden | Wedstrijden | Wedstrijden | Doelpunten | Doelpunten | Doelpunten | Punten |
| #       | Land       | G           | W           | G           | V           | V          | T          | Saldo      | Punten |
| 1       | Nederland  | 5           | 5           | 0           | 0           | 11         | 3          | +8         | 10     |
| 2       | Australië  | 5           | 3           | 0           | 2           | 14         | 6          | +8         | 6      |
| 3       | India      | 5           | 3           | 0           | 2           | 12         | 9          | +3         | 6      |
| 4       | Maleisië   | 5           | 2           | 0           | 3           | 3          | 7          | -4         | 4      |
| 5       | Canada     | 5           | 1           | 0           | 4           | 4          | 11         | -7         | 2      |
| 6       | Argentinië | 5           | 1           | 0           | 4           | 4          | 12         | -8         | 2      |

| Ronde       | Datum    | Plaats     | Land | Score  | Land |
| ----------- | -------- | ---------- | ---- | ------ | ---- |
| Groepsfase  |          |            |      |        |      |
| 19 juli     | Montréal | Australië  | 3-0  | Canada |      |
| 20 juli     | Montréal | Argentinië | 1-3  | Canada |      |
| 22 juli     | Montréal | India      | 3-0  | Canada |      |
| 23 juli     | Montréal | Maleisië   | 1-0  | Canada |      |
| 25 juli     | Montréal | Nederland  | 3-1  | Canada |      |
| 9-10de plek |          |            |      |        |      |
| 29 juli     | Montréal | Canada     | 2-3  | België |      |

### Judo
| Olympiër       | Onderdeel       | Resultaat | Prestatie |
| -------------- | --------------- | --------- | --- |
| Brad Farrow    | -63kg (m)       | 7e        | 1ste ronde: W van KUW Al-Athari 2de ronde: W van PUR Ruíz kwartfinale: V van KOR Chan herkansingen: V van AUT Pointner |
| Wayne Erdman   | -80kg (m)       | 19e       | |
| Rainer Fischer | -93kg (m)       | 19e       | |
| Joseph Meli    | +93kg (m)       | 30e       | |
| Tom Greenway   | open klasse (m) | 16e       | |

### Kanovaren
| Olympiër                                         | Onderdeel     | Resultaat | Prestatie |
| ------------------------------------------------ | ------------- | --------- | --- |
| John Wood                                        | C-1 500m (m)  | Zilver    | serie 2: 4de in 2.12,60 herkansingen: 1ste in 2.04,90 halve finale 1: 2de in 2.09,91 finale: 2de in 1.59,58  |
| John Edwards                                     | C-1 1000m (m) | 9e        | serie 2: 6de in 4.32,67 herkansingen: 2de in 4.14,47 halve finale 2: 3de in 4.21,89 finale: 9de in 4.30,55   |
| Gregory Smith John Wood                          | C-2 500m (m)  | 7e        | serie 1: 3de in 1.57,81 halve finale 2: 2de in 1.50,66 finale: 7de in 1.50,74                                |
| Jeremy Abbott John Edwards                       | C-2 1000m (m) | 13e       | serie 1: 7de in 4.02,07 herkansingen: 4de in 3.54,33                                                         |
| Dean Oldershaw                                   | K-1 500m (m)  | 10e       | serie 1: 5de in 2.01,04 herkansingen: 1ste in 1.53,32 halve finale 2: 4de in 1.54,88                         |
| Reed Oldershaw                                   | K-1 1000m (m) | 10e       | serie 3: 6de in 4.07,03 herkansingen: 3de in 4.24,11 halve finale 2: 4de in 3.48,82                          |
| Dennis Barre Steve King                          | K-2 500m (m)  | 10e       | serie 3: 4de in 1.46,47 herkansingen: 1ste in 1.47,21 halve finale 3: 4de in 1.41,47                         |
| Dennis Barre Steve King                          | K-2 1000m (m) | 8e        | serie 1: 5de in 3.42,72 herkansingen: 1ste in 3.30,90 halve finale 3: 2de in 3.33,91 finale: 8ste in 3.34,46 |
| Hugh Fisher Jean Fournel Peter Patasi Lou Tollas | K-4 1000m (m) | 10e       | serie 1: 5de in 3.19,17 herkansingen: 3de in 3.11,55 halve finale 1: 4de in 3.14,49                          |
|                                                  |               |           | |
| Susan Holloway                                   | K-1 500m (v)  | 12e       | serie 2: 7de in 2.18,86 herkansingen: 3de in 2.11,39 halve finale 1: 4de in 2.13,23                          |
| Anne Dodge Susan Holloway                        | K-2 500m (v)  | 8e        | serie 1: 4de in 2.03,50 herkansingen: 1ste in 1.55,63 halve finale 3: 3de in 1.56,83 finale: 8ste in 1.56,75 |

### Moderne vijfkamp
| Olympiër                               | Onderdeel | Resultaat | Prestatie |
| -------------------------------------- | --------- | --------- | --- |
| Jack Alexander                         | mannen    | 46e       | paardensport: 47ste in 2.45,6 (478 punten) schermen: 46ste met 10 overwinningen (472 punten) schietsport: 41ste met 180 punten (692 punten) zwemmen: 4de in 3.20,81 (1268 punten) atletiek: 15de in 13.04,7 (1213 punten) totaal: 4123 punten   |
| John Hawes                             | mannen    | 43e       | paardensport: 19de in 1.49,9 (1068 punten) schermen: 9de met 26 overwinningen (856 punten) schietsport: 46ste met 159 punten (230 punten) zwemmen: 3de in 3.20,13 (1272 punten) atletiek: 37ste in 13.39,8 (1108 punten) totaal: 4534 punten    |
| George Skene                           | mannen    | 45e       | paardensport: 13de in 1.58,7 (1100 punten) schermen: 45ste met 12 overwinningen (520 punten) schietsport: 45ste met 161 punten (274 punten) zwemmen: 14de in 3.32,33 (1176 punten) atletiek: 38ste in 13.41,2 (1102 punten) totaal: 4172 punten |
| Jack Alexander John Hawes George Skene | team (m)  | 13e       | paardensport: 14de met 2646 punten schermen: 13de met 1791 punten schietsport: 13de met 1196 punten zwemmen: 2de met 3716 punten atletiek: 10de met 3423 punten totaal: 12772 punten                                                            |

### Paardensport
| Olympiër                                                 | Onderdeel   | Resultaat | Prestatie |
| Dressuur                                                 | Dressuur    | Dressuur  | Dressuur |
| -------------------------------------------------------- | ----------- | --------- | --- |
| Christilot Hanson-Boylen                                 | individueel | 7e        | kwalificatie: 6de met 1590 punten finale: 7de met 1217 punten                                                                                          |
| Barbara Stracey                                          | individueel | 18e       | kwalificatie: 18de met 1399 punten |
| Lorraine Stubbs                                          | individueel | 11e       | kwalificatie: 9de met 1549 punten finale: 11de met 1153 punten                                                                                         |
| Christilot Hanson-Boylen Barbara Stracey Lorraine Stubbs | team        | 5e        | 4538 punten |
| Eventing                                                 |             |           | |
| Jim Day                                                  | individueel | DNF       | dressuur: 4de met 60 strafpunten crosscountry: 30ste met 220,40 strafpunten                                                                            |
| Juliet Graham                                            | individueel | 11e       | dressuur: 46ste met 110,84 strafpunten crosscountry: 8ste met 81,60 strafpunten springconcours: 24ste met 10,25 strafpunten totaal: 202,69 strafpunten |
| Robin Hahn                                               | individueel | 26e       | dressuur: 31ste met 94,16 strafpunten crosscountry: 28ste met 215,20 strafpunten springconcours: 14de met 10 strafpunten totaal: 319,36 strafpunten    |
| Cathy Wedge                                              | individueel | 23e       | dressuur: 35ste met 99,16 strafpunten crosscountry: 26ste met 187,60 strafpunten springconcours: 1ste met 0 strafpunten totaal: 286,76 strafpunten     |
| Jim Day Juliet Graham Robin Hahn Cathy Wedge             | team        | 6e        | dressuur: 5de met 253,32 strafpunten crosscountry: 8ste met 484,40 strafpunten springconcours: 5de met 20,25 strafpunten totaal: 808,81 strafpunten    |
| Springconcours                                           |             |           | |
| Jim Day                                                  | individueel | 15e       | 1ste ronde: 10de met 8 strafpunten 2de ronde: 14de met 20 strafpunten totaal: 28 strafpunten                                                           |
| Jim Elder                                                | individueel | 15e       | 1ste ronde: 10de met 8 strafpunten 2de ronde: 14de met 20 strafpunten totaal: 28 strafpunten                                                           |
| Michel Vaillancourt                                      | individueel | Zilver    | 1ste ronde: 2de met 4 strafpunten 2de ronde: 3de met 8 strafpunten totaal: 10 strafpunten                                                              |
| Jim Day Jim Elder Ian Millar Michel Vaillancourt         | team        | 15e       | 1ste ronde: 3de met 28 strafpunten 2de ronde: 6de met 36,5 strafpunten totaal: 64,5 strafpunten                                                        |

### Roeien
| Olympiër | Onderdeel       | Resultaat | Prestatie                                                                                         |
| --- | --------------- | --------- | ------------------------------------------------------------------------------------------------- |
| Brian Love Mike Neary | twee-zonder (m) | 9e        | serie 1: 4de in 7.05,10 herkansingen: 3de halve finale 1: 5de in 6.45,05 finale B: 3de in 7.30,24 |
| Robert Bergen Walter Krawec Michel Riendeau                                                                                    | twee-met (m)    | 13e       | serie 2: 4de in 7.45,77 herkansingen: 4de                                                         |
| Louis Bourassa York Langerfeld Louis Prévost André Renart                                                                      | dubbel-vier (m) | 11e       | serie 1: 6de in 6.19,88 herkansingen: 5de in 6.14,49 finale B: 5de in 6.44,74                     |
| Brian Dick Ian Gordon Phil Monckton Andrew van Ruyven                                                                          | vier-zonder (m) | 5e        | serie 3: 5de in 6.13,09 herkansingen: 2de halve finale 1: 2de in 5.59,21 finale: 5de in 6.46,11   |
| Ron Burak Robert Choquette Patrick Croskerry Dirk Gidney James Henniger Mel LaForme Alexander Manson Edgar Smith George Tintor | acht (m)        | 8e        | serie 1: 5de in 6.04,83 herkansingen: 4de in 5.48,94 finale B: 2de in 6.09,03                     |
| |                 |           |                                                                                                   |
| Colette Pepin | skiff (v)       | 11e       | serie 1: 6de in 4.05,37 herkansingen: 5de in 4.26,23 finale B: 5de in 4.34,76                     |
| Bev Cameron Cheryl Howard | dubbel-twee (v) | 6e        | serie 1: 4de in 3.31,88 / herkansingen: 2de in 3.42,73 finale: 6de in 4.06,23                     |
| Betty Craig Tricia Smith | twee-zonder (v) | 5e        | serie 2: 1ste in 3.37,53 finale: 5de in 4.08,09                                                   |
| Guylaine Bernier Barbara Boettcher Elaine Bourbeau Johanne Delisle Sandra Kirby                                                | dubbel-vier (v) | 9e        | serie 2:' 4de in 3.29,37 herkansingen: 4de in 3.38,22 finale B: 3de in 3.57,72                    |
| Monika Draeger Joy Fera Barbara Mutch Linda Schaumleffel Dolores Young                                                         | vier-met (v)    | 7e        | serie 2:' 3de in 3.24,23 herkansingen: 5de finale B: 1ste in 3.46,18                              |
| Susan Antoft Gail Cort Mazina Delure Carol Eastmore Nancy Higgins Christine Neuland Wendy Pullan Rhonda Ross Illoana Smith     | acht (v)        | 4e        | serie 1: 3de in 3.02,27 herkansingen: 4de finale: 4de in 3.39,52                                  |

### Schermen
| Olympiër                                                           | Onderdeel       | Resultaat | Prestatie                                                                              |
| ------------------------------------------------------------------ | --------------- | --------- | -------------------------------------------------------------------------------------- |
| Alain Dansereau                                                    | degen (m)       | 51e       | 1ste ronde groep 1: 4de met 1 overwinning                                              |
| Geza Tatrallyay                                                    | degen (m)       | 53e       | 1ste ronde groep 3: 5de met 1 overwinning                                              |
| George Varaljay                                                    | degen (m)       | 52e       | 1ste ronde groep 2: 5de met 1 overwinning                                              |
| Alain Dansereau Michel Dessureault Geza Tatrallyay George Varaljay | degen team (m)  | 11e       | 1ste ronde groep 4: 3de met 1 overwinning                                              |
| Michel Dessureault                                                 | floret (m)      | 41e       | 1ste ronde groep 5: 5de met 2 overwinningen                                            |
| Lehel Fekete                                                       | floret (m)      | 47e       | 1ste ronde groep 7: 6de met 1 overwinning                                              |
| Marc Lavoie                                                        | sabel (m)       | 30e       | 1ste ronde groep 4: 4de met 1 overwinning 2de ronde groep 6: 5de met 1 overwinning     |
| Eli Sukunda                                                        | sabel (m)       | 32e       | 1ste ronde groep 5: 4de met 1 overwinning 2de ronde groep 2: 6de met 0 overwinningen   |
| Peter Urban                                                        | sabel (m)       | 36e       | 1ste ronde groep 7: 4de met 1 overwinning 2de ronde groep 5: 6de met 0 overwinningen   |
| Marc Lavoie Imre Nagy Eli Sukunda Peter Urban                      | sabel team (m)  | 9e        | 1ste ronde groep 2: 3de met 0 overwinningen                                            |
|                                                                    |                 |           |                                                                                        |
| Donna Hennyey                                                      | floret (v)      | 35e       | 1ste ronde groep 4: 3de met 2 overwinningen 2de ronde groep 3: 6de met 0 overwinningen |
| Chantal Payer                                                      | floret (v)      | 26e       | 1ste ronde groep 5: 4de met 1 overwinning 2de ronde groep 1: 5de met 2 overwinningen   |
| Susan Stewart                                                      | floret (v)      | 43e       | 1ste ronde groep 6: 5de met 0 overwinningen                                            |
| Fleurette Campeau Donna Hennyey Chantal Payer Susan Stewart        | floret team (v) | 9e        | 1ste ronde groep 1: 3de met 0 overwinningen                                            |

### Schietsport
| Olympiër      | Onderdeel              | Resultaat | Prestatie                                 |
| ------------- | ---------------------- | --------- | ----------------------------------------- |
| Hans Adlhoch  | 50m geweer 3 houdingen | 14e       | 1144 punten: <small(393-386-365)          |
| Kurt Mitchell | 50m geweer 3 houdingen | 16e       | 1143 punten: <small(394-381-368)          |
| Hans Adlhoch  | 50m geweer liggend     | 28e       | 589 punten: <small(100-97-98-98-98-98)    |
| Arne Sorensen | 50m geweer liggend     | 6e        | 593 punten: <small(100-100-98-95-100-100) |
| Tom Guinn     | 50m pistool            | 23e       | 548 punten: <small(91-95-94-91-88-89)     |
| Jules Sobrian | 50m pistool            | 24e       | 547 punten: <small(91-91-95-89-88-93)     |
| Steven Kelly  | 25m snelvuurpistool    | 38e       | 570 punten: <small(290-280)               |
| Jules Sobrian | 25m snelvuurpistool    | 31e       | 583 punten: <small(292-291)               |
| Paul Laporte  | skeet                  | 56e       | 176 punten                                |
| Harry Willsie | skeet                  | 35e       | 188 punten                                |
| Sue Nattrass  | trap                   | 25e       | 173 punten                                |
| John Primrose | trap                   | 7e        | 183 punten                                |
| Daniel Nadeau | 50m bewegend doel      | 25e       | 526 punten: (267-259)                     |

### Schoonspringen
| Olympiër      | Onderdeel     | Resultaat | Prestatie                                                       |
| ------------- | ------------- | --------- | --------------------------------------------------------------- |
| Ken Armstrong | 3m plank (m)  | 23e       | voorronde: 16de met 442,47 punten                               |
| Scott Cranham | 3m plank (m)  | 16e       | voorronde: 16de met 485,97 punten                               |
| Skip Phoenix  | 3m plank (m)  | 19e       | voorronde: 19de met 458,10 punten                               |
| Ken Armstrong | 10m toren (m) | 14e       | voorronde: 14de met 467,13 punten                               |
| Scott Cranham | 10m toren (m) | 17e       | voorronde: 17de met 439,80 punten                               |
| Glen Grout    | 10m toren (m) | 22e       | voorronde: 22ste met 419,46 punten                              |
|               |               |           |                                                                 |
| Beverly Boys  | 3m plank (v)  | 9e        | voorronde: 9de met 420,57 punten                                |
| Eniko Kiefer  | 3m plank (v)  | 17e       | voorronde: 17de met 383,13 punten                               |
| Teri York     | 3m plank (v)  | 14e       | voorronde: 14de met 393,36 punten                               |
| Tammy Macleod | 10m toren (v) | 14e       | voorronde: 14de met 332,07 punten                               |
| Cindy Shatto  | 10m toren (v) | 5e        | voorronde: 5de met 382,68 punten finale: 5de met 389,58 punten  |
| Teri York     | 10m toren (v) | 6e        | voorronde: 8ste met 356,28 punten finale: 6de met 332,07 punten |

### Turnen
| Olympiër                                                                                     | Onderdeel                | Resultaat | Prestatie |
| -------------------------------------------------------------------------------------------- | ------------------------ | --------- | --- |
| Keith Carter                                                                                 | meerkamp invididueel (m) | 24e       | kwalificatie: 47ste vloer: 33ste met 18,35 punten sprong: 30ste met 18,75 punten brug: 56ste met 17,85 punten rekstok: 55ste met 18,10 punten ringen: 49ste met 18,40 punten paard met bogen: 61ste met 17,85 punten totaal: 109,30 punten finale: vloer: 22ste met 9,15 punten sprong: 25ste met 9,35 punten brug: 20ste met 9,25 punten rekstok: 27ste met 9,30 punten ringen: 24ste met 9,30 punten paard met bogen: 27ste met 9,30 punten totaal: 110,30 punten |
| Philip Delesalle                                                                             | meerkamp invididueel (m) | 22e       | kwalificatie: 50ste vloer: 35ste met 18,25 punten sprong: 37ste met 18,65 punten brug: 67ste met 17,70 punten rekstok: 34ste met 18,65 punten ringen: 60ste met 18,05 punten paard met bogen: 67ste met 17,70 punten totaal: 109,00 punten finale: vloer: 14de met 9,30 punten sprong: 17de met 9,50 punten brug: 17de met 9,30 punten rekstok: 32ste met 9,15 punten ringen: 22ste met 9,35 punten paard met bogen: 7de met 9,65 punten totaal: 110,75 punten      |
| Pierre Leclerc                                                                               | meerkamp invididueel (m) | 35e       | kwalificatie: 54ste vloer: 67ste met 17,60 punten sprong: 40ste met 18,55 punten brug: 25ste met 18,60 punten rekstok: 62ste met 17,85 punten ringen: 46ste met 18,45 punten paard met bogen: 70ste met 17,65 punten totaal: 108,70 punten finale: vloer: 35ste met 1,00 punten brug: 26ste met 9,05 punten rekstok: 25ste met 9,35 punten totaal: 73,75 punten |
|                                                                                              |                          |           | |
| Lise Arsenault-Goertz                                                                        | meerkamp invididueel (v) | 66e       | kwalificatie: vloer: 37ste met 18,75 punten sprong: 72ste met 18,25 punten brug: 55ste met 18,55 punten balk: 78ste met 17,20 punten totaal: 72,75 punten |
| Karen Kelsall                                                                                | meerkamp invididueel (v) | 27e       | kwalificatie: 43ste vloer: 37ste met 18,75 punten sprong: 40ste met 18,60 punten brug: 47ste met 18,70 punten balk: 37ste met 18,30 punten totaal: 74,35 punten finale: vloer: 12de met 9,60 punten sprong: 35ste met 9,00 punten brug: 19de met 9,60 punten balk: 18de met 9,25 punten totaal: 74,625 punten |
| Nancy McDonnell                                                                              | meerkamp invididueel (v) | 33e       | kwalificatie: 47ste vloer: 62ste met 18,40 punten sprong: 34ste met 18,70 punten brug: 44ste met 18,80 punten balk: 49ste met 18,00 punten totaal: 73,90 punten finale: vloer: 20ste met 9,50 punten sprong: 32ste met 9,35 punten brug: 28ste met 9,50 punten balk: 31ste met 8,75 punten totaal: 74,050 punten |
| Teresa McDonnell                                                                             | meerkamp invididueel (v) | 71e       | kwalificatie:' vloer: 44ste met 18,70 punten sprong: 63ste met 18,35 punten brug: 58ste met 18,50 punten balk: 83ste met 17,00 punten totaal: 72,55 punten |
| Kelly Muncey                                                                                 | meerkamp invididueel (v) | 51e       | kwalificatie: vloer: 62ste met 18,40 punten sprong: 40ste met 18,60 punten brug: 35ste met 18,95 punten balk: 55ste met 17,85 punten totaal: 73,80 punten |
| Patti Rope                                                                                   | meerkamp invididueel (v) | 29e       | kwalificatie: 47ste vloer: 37ste met 18,75 punten sprong: 53ste met 18,45 punten brug: 68ste met 18,25 punten balk: 27ste met 18,45 punten totaal: 73,90 punten finale: vloer: 20ste met 9,50 punten sprong: 32ste met 9,35 punten brug: 24ste met 9,55 punten balk: 24ste met 9,15 punten totaal: 74,500 punten |
| Lise Arsenault-Goertz Karen Kelsall Nancy McDonnell Teresa McDonnell Kelly Muncey Patti Rope | meerkamp team (v)        | 9e        | vloer: 9de met 93,45 punten sprong: 9de met 92,70 punten brug: 10de met 93,50 punten balk: 10de met 90,00 punten totaal: 369,65 punten |

### Volleybal

#### Mannen
| Olympiër | Onderdeel | Resultaat | Prestatie |
| --- | --------- | --------- | --- |
| Edward Alexiuk Pierre Belanger Thomas Graham Kerry Klostermann Donald Michalski John Paulsen Garth Pischke Lawrence Plenert Bruno Prasil Elias Romanchych Gregory Russell Alan Taylor | zaal (m)  | 9e        | groep A: 5de V van Tsjecho-Slowakije: 0-3 (4-15, 14-16, 11-15) V van Polen: 0-3 (4-15, 7-15, 6-15) V van Zuid-Korea: 0-3 (7-15, 5-15, 8-15) V van Cuba: 0-3 (10-15, 9-15, 3-15) |

| Groep A |                   |             |             |             |             |             |             |        |        |        |        |
| #       | Land              | Wedstrijden | Wedstrijden | Wedstrijden | Wedstrijden | Wedstrijden | Wedstrijden | Punten | Punten | Punten | Punten |
| #       | Land              | G           | W           | V           | SW          | SV          | SR          | SPW    | SPL    | Saldo  | Punten |
| 1       | Polen             | 4           | 4           | 0           | 12          | 5           | +7          | 235    | 172    | +63    | 8      |
| 2       | Cuba              | 4           | 3           | 1           | 11          | 4           | +7          | 208    | 142    | +66    | 7      |
| 3       | Tsjecho-Slowakije | 4           | 2           | 2           | 8           | 7           | +1          | 182    | 177    | +5     | 6      |
| 4       | Zuid-Korea        | 4           | 1           | 3           | 6           | 9           | -3          | 146    | 187    | -41    | 5      |
| 5       | Canada            | 4           | 0           | 4           | 0           | 12          | -12         | 88     | 181    | -93    | 4      |

| Ronde      | Datum    | Plaats            | Land | Score  | Land |
| ---------- | -------- | ----------------- | ---- | ------ | ---- |
| Groepsfase |          |                   |      |        |      |
| 18 juli    | Montréal | Tsjecho-Slowakije | 3-0  | Canada |      |
| 19 juli    | Montréal | Polen             | 3-0  | Canada |      |
| 21 juli    | Montréal | Zuid-Korea        | 3-0  | Canada |      |
| 25 juli    | Montréal | Cuba              | 3-0  | Canada |      |

#### Vrouwen
| Olympiër | Onderdeel | Resultaat | Prestatie |
| --- | --------- | --------- | --- |
| Regyna Armonas Betty Baxter Carole Bishop Barbara Dalton Mary Dempster Kathy Girvan Debbie Heeps Anne Ierland Connie Lebrun Claire Lloyd Patty Olson Audrey Vandervelden | zaal (v)  | 8e        | groep A: 4de V van Peru: 2-3 (15-12, 4-15, 10-15, 15-7, 12-15) V van Hongarije: 1-3 (13-15, 10-15, 15-9, 9-15) V van Japan: 0-3 (6-15, 2-15, 2-15) 5-8ste plek: V van Cuba: 2-3 (15-13, 7-15, 16-14, 9-15, 3-15) 7-8ste plek: V van Peru: 1-3 (9-15, 15-12, 4-15, 7-15) |

| Groep A |           |             |             |             |             |             |             |        |        |        |        |
| #       | Land      | Wedstrijden | Wedstrijden | Wedstrijden | Wedstrijden | Wedstrijden | Wedstrijden | Punten | Punten | Punten | Punten |
| #       | Land      | G           | W           | V           | SW          | SV          | SR          | SPW    | SPL    | Saldo  | Punten |
| 1       | Japan     | 3           | 3           | 0           | 9           | 0           | +9          | 135    | 43     | +92    | 6      |
| 2       | Hongarije | 3           | 2           | 1           | 6           | 5           | +1          | 120    | 132    | -12    | 5      |
| 3       | Peru      | 3           | 1           | 2           | 4           | 8           | -4          | 124    | 154    | -30    | 4      |
| 4       | Canada    | 3           | 0           | 3           | 3           | 9           | -6          | 113    | 163    | -50    | 3      |

| Ronde       | Datum    | Plaats | Land | Score     | Land |
| ----------- | -------- | ------ | ---- | --------- | ---- |
| Groepsfase  |          |        |      |           |      |
| 19 juli     | Montréal | Canada | 2-3  | Peru      |      |
| 21 juli     | Montréal | Canada | 1-3  | Hongarije |      |
| 23 juli     | Montréal | Japan  | 3-0  | Canada    |      |
| 5-8ste plek |          |        |      |           |      |
| 26 juli     | Montréal | Canada | 2-3  | Cuba      |      |
| 7-8ste plek |          |        |      |           |      |
| 27 juli     | Montréal | Canada | 1-3  | Peru      |      |

### Voetbal
| Olympiër | Onderdeel | Resultaat | Prestatie                                               |
| --- | --------- | --------- | ------------------------------------------------------- |
| Tony Lawrence Carl Rose Garry Ayre Jack Brand Jimmy Douglas John Connor John McGrane Ken Whitehead Kevin Grant Mike McLeneghan Ray Telford Bob Bolitho Robin Megraw Wes McLeod | mannen    | 12e       | groep D: 3de V van Sovjet-Unie: 1-2 V van Pakistan: 1-3 |

| Groep D |             |             |             |             |             |            |            |            |        |
| #       | Land        | Wedstrijden | Wedstrijden | Wedstrijden | Wedstrijden | Doelpunten | Doelpunten | Doelpunten | Punten |
| #       | Land        | G           | W           | G           | V           | V          | T          | Saldo      | Punten |
| 1       | Sovjet-Unie | 2           | 1           | 1           | 0           | 2          | 1          | +1         | 3      |
| 2       | Noord-Korea | 2           | 1           | 1           | 0           | 1          | 0          | +1         | 3      |
| 3       | Canada      | 2           | 0           | 0           | 2           | 1          | 3          | -2         | 0      |

| Ronde      | Datum    | Plaats   | Land | Score       | Land |
| ---------- | -------- | -------- | ---- | ----------- | ---- |
| Groepsfase |          |          |      |             |      |
| 19 juli    | Montréal | Canada   | 1-2  | Sovjet-Unie |      |
| 21 juli    | Toronto  | Pakistan | 3-1  | Canada      |      |

### Waterpolo
| Olympiër | Onderdeel | Resultaat | Prestatie |
| --- | --------- | --------- | --- |
| Clifford Barry David Hart Dominique Dion Gábor Csepregi Gaétan Turcotte George Gross Guy Leclerc Jim Ducharme John MacLeod Patrick Pugliese Paul Pottier | mannen    | 9e        | groep C: 3de V van Bondsrepubliek Duitsland: 0-5 V van Hongarije: 2-4 W van Australië: 6-5 groep 7-12de plek: 3de W van Australië: 4-3 V van Cuba: 5-7 W van Iran: 8-1 G van Sovjet-Unie: 6-6 G van Mexico: 4-4 |

| Groep C |                          |             |             |             |             |        |        |        |        |
| #       | Land                     | Wedstrijden | Wedstrijden | Wedstrijden | Wedstrijden | Punten | Punten | Punten | Punten |
| #       | Land                     | G           | W           | G           | V           | V      | T      | Saldo  | Punten |
| 1       | Hongarije                | 3           | 3           | 0           | 0           | 15     | 8      | +7     | 6      |
| 2       | Bondsrepubliek Duitsland | 3           | 2           | 0           | 1           | 9      | 7      | +2     | 4      |
| 3       | Canada                   | 3           | 1           | 0           | 2           | 8      | 14     | -6     | 2      |
| 4       | Australië                | 3           | 0           | 0           | 3           | 14     | 17     | -3     | 0      |

| Ronde      | Datum    | Plaats | Land | Score                    | Land |
| ---------- | -------- | ------ | ---- | ------------------------ | ---- |
| Groepsfase |          |        |      |                          |      |
| 18 juli    | Montréal | Canada | 0-5  | Bondsrepubliek Duitsland |      |
| 19 juli    | Montréal | Canada | 2-4  | Hongarije                |      |
| 20 juli    | Montréal | Canada | 6-5  | Australië                |      |

| Groep 7-12de plaats |             |             |             |             |             |        |        |        |        |
| #                   | Land        | Wedstrijden | Wedstrijden | Wedstrijden | Wedstrijden | Punten | Punten | Punten | Punten |
| #                   | Land        | G           | W           | G           | V           | V      | T      | Saldo  | Punten |
| 1                   | Cuba        | 5           | 4           | 1           | 0           | 34     | 14     | +20    | 9      |
| 2                   | Sovjet-Unie | 5           | 3           | 1           | 1           | 33     | 16     | +17    | 7      |
| 3                   | Canada      | 5           | 2           | 2           | 1           | 27     | 21     | +6     | 6      |
| 4                   | Mexico      | 5           | 1           | 3           | 1           | 26     | 19     | +7     | 5      |
| 5                   | Australië   | 5           | 1           | 1           | 3           | 20     | 25     | -5     | 3      |
| 6                   | Iran        | 5           | 0           | 0           | 5           | 8      | 53     | -45    | 0      |

| Ronde      | Datum    | Plaats | Land | Score       | Land |
| ---------- | -------- | ------ | ---- | ----------- | ---- |
| Groepsfase |          |        |      |             |      |
| 22 juli    | Montréal | Canada | 4-3  | Australië   |      |
| 23 juli    | Montréal | Canada | 5-7  | Cuba        |      |
| 24 juli    | Montréal | Canada | 8-1  | Iran        |      |
| 26 juli    | Montréal | Canada | 6-6  | Sovjet-Unie |      |
| 27 juli    | Montréal | Canada | 4-4  | Mexico      |      |

### Wielersport
| Olympiër                                             | Onderdeel                | Resultaat | Prestatie                                                                                      |
| Baan                                                 | Baan                     | Baan      | Baan                                                                                           |
| ---------------------------------------------------- | ------------------------ | --------- | ---------------------------------------------------------------------------------------------- |
| Gordon Singleton                                     | sprint (m)               | 17e       | 1ste ronde serie 7: W van BUL Tochev: 11,44 2de ronde serie 5: 2de 2de ronde herkansingen: 3de |
| Jocelyn Lovell                                       | tijdrit (m)              | 13e       | 1.08,852                                                                                       |
| Adrian Prosser Hugh Walton Jocelyn Lovell Ron Hayman | ploegenachtervolging (m) | 11e       | kwalificatie: 11de                                                                             |
| Weg                                                  |                          |           |                                                                                                |
| Brian Chewter                                        | wegwedstrijd (m)         | DNF       | niet gefinisht                                                                                 |
| Gilles Durand                                        | wegwedstrijd (m)         | 54e       | 5:03.13,0                                                                                      |
| Pierre Harvey                                        | wegwedstrijd (m)         | 24e       | 4:49.01,0                                                                                      |
| Tom Morris                                           | wegwedstrijd (m)         | 17e       | niet gefinisht                                                                                 |
| Marc Blouin Brian Chewter Tom Morris Serge Proulx    | ploegentijdrit (m)       | 16e       | 2:17.15                                                                                        |

### Worstelen
| Olympiër             | Onderdeel   | Resultaat   | Prestatie |
| Vrije stijl          | Vrije stijl | Vrije stijl | Vrije stijl |
| -------------------- | ----------- | ----------- | --- |
| Ray Takahashi        | -48kg (m)   | 10e         | 1ste ronde: W van HUN Gyulai 2de ronde: V van CUB Alonso 3de ronde: V van BUL Isaev                                                      |
| Gordon Bertie        | -52kg (m)   | 16e         | 1ste ronde: V van JPN Takada 2de ronde: V van BUL Selimov                                                                                |
| Michael Barry        | -57kg (m)   | 17e         | 1ste ronde: V van IRI Kheder 2de ronde: V van KOR Jung                                                                                   |
| Ray Takahashi        | -62kg (m)   | 11e         | 1ste ronde: V van KOR Yang 2de ronde: W van TUR Akdağ 3de ronde: V van IRI Farahvashi                                                    |
| Clive Llewellyn      | -68kg (m)   | 19e         | 1ste ronde: V van CUB Ramos 2de ronde: V van HUN Kocsis                                                                                  |
| Brian Renken         | -74kg (m)   | 13e         | 1ste ronde: V van GDR Hempel 2de ronde: W van AUS Akers 3de ronde: V van KOR Yoo                                                         |
| Richard Deschatelets | -82kg (m)   | 10e         | 1ste ronde: W van LIB Faddoul 2de ronde: V van URS Novozjilov 3de ronde: V van ROU Iorga                                                 |
| Terry Paice          | -90kg (m)   | 5e          | 1ste ronde: W van FRA Grangier 2de ronde: vrij 3de ronde: W van SEN Sarr 4de ronde: V van SWE Andersson 5de ronde: V van URS Tediasjvili |
| Steve Daniar         | -100kg (m)  | 10e         | 1ste ronde: V van BUL Kostov 2de ronde: W van GBR Peache 3de ronde: V van MGL Bayanmönkh                                                 |
| Harry Geris          | +100kg (m)  | 11e         | 1ste ronde: V van USA Jackson 2de ronde: W van JPN Isogai 3de ronde: V van URS Andiyev                                                   |
| Grieks-Romeins       |             |             | |
| Mitchell Kawasaki    | -48kg (m)   | 6e          | 1ste ronde: W van MGL Javkhlantögs 2de ronde: W van CUB Valdes 3de ronde: V van ROU Berceanu 4de ronde: V van JPN Moriwaki               |
| Douglas Yeats        | -57kg (m)   | 11e         | 1ste ronde: vrij 2de ronde: V van POR Grilo 3de ronde: V van BUL Stefanov                                                                |
| Howard Stupp         | -62kg (m)   | 14e         | 1ste ronde: V van POL Lipień 2de ronde: V van JPN Miyahara                                                                               |
| John McPhedran       | -68kg (m)   | 18e         | 1ste ronde: V van BEL van Lancker 2de ronde: V van JPN Kobayashi                                                                         |
| Brian Renken         | -74kg (m)   | 17e         | 1ste ronde: V van GRE Galaktopoulos 2de ronde: V van TCH Mácha                                                                           |
| David Cummings       | -82kg (m)   | 14e         | 1ste ronde: V van ROU Enache 2de ronde: V van FRA Bouchoule                                                                              |

### Zeilen
| Olympiër                                      | Onderdeel       | Resultaat | Prestatie                             |
| --------------------------------------------- | --------------- | --------- | ------------------------------------- |
| Sanford Riley                                 | finn            | 8e        | 83 punten: (1-PMS-8-20-9-8-8)         |
| Colin Park Jay Cross                          | 470             | 16e       | 109,7 punten: (20-opgave-3-4-25-19-8) |
| Evert Bastet Hans Fogh                        | flying dutchman | 4e        | 57,1 punten: (5-6-5-13-3-4-6)         |
| Michael De La Roche Larry Woods               | tornado         | 7e        | 69,7 punten: (6-12-4-8-7-7-5)         |
| Allan Leibel Lorne Leibel                     | tempest         | 7e        | 65,1 punten: (7-6-DSQ-6-3-9-4)        |
| Glen Dexter Andreas Josenhans Sandy MacMillan | soling          | 8e        | 68,7 punten: (9-8-10-1-12-3-13)       |

### Zwemmen
| Olympiër                                                              | Onderdeel             | Resultaat | Prestatie                                                                       |
| --------------------------------------------------------------------- | --------------------- | --------- | ------------------------------------------------------------------------------- |
| Gary MacDonald                                                        | 100m vrije slag (m)   | 13e       | serie 4: 3de in 52,91 halve finale 2: 6de in 52,96                              |
| Steve Pickell                                                         | 100m vrije slag (m)   | 11e       | serie 2: 2de in 52,65 halve finale 1: 6de in 52,89                              |
| Bruce Robertson                                                       | 100m vrije slag (m)   | 18e       | serie 5: 3de in 53,37                                                           |
| Steve Badger                                                          | 200m vrije slag (m)   | 12e       | serie 5: 3de in 1.53,86                                                         |
| James Hett                                                            | 200m vrije slag (m)   | 22e       | serie 4: 3de in 1.55,58                                                         |
| Bill Sawchuk                                                          | 200m vrije slag (m)   | 13e       | serie 6: 2de in 1.54,07                                                         |
| Tom Alexander                                                         | 400m vrije slag (m)   | 29e       | serie 2: 3de in 4.05,63                                                         |
| Steve Badger                                                          | 400m vrije slag (m)   | 8e        | serie 4: 2de in 4.00,14 finale: 8ste in 4.20,83                                 |
| Bill Sawchuk                                                          | 400m vrije slag (m)   | 17e       | serie 3: 2de in 4.02,18                                                         |
| Michael Ker                                                           | 1500m vrije slag (m)  | 18e       | serie 4: 4de in 15.58,07                                                        |
| Paul Midgley                                                          | 1500m vrije slag (m)  | 14e       | serie 3: 3de in 15.49,78                                                        |
| Steve Hardy                                                           | 100m rugslag (m)      | 23e       | serie 1: 4de in 1.00,69                                                         |
| Steve Pickell                                                         | 100m rugslag (m)      | 10e       | serie 2: 3de in 59,65 halve finale 1: 5de in 58,21                              |
| Mike Scarth                                                           | 100m rugslag (m)      | 34e       | serie 3: 6de in 1.01,33                                                         |
| Steve Hardy                                                           | 200m rugslag (m)      | 16e       | serie 3: 3de in 2.08,56                                                         |
| Mike Scarth                                                           | 200m rugslag (m)      | 9e        | serie 4: 3de in 2.07,16                                                         |
| Daryl Skilling                                                        | 200m rugslag (m)      | 12e       | serie 1: 2de in 2.07,77                                                         |
| Graham Smith                                                          | 100m schoolslag (m)   | 4e        | serie 4: 1ste in 1.05,19 halve finale 2: 2de in 1.03,92 finale: 4de in 1.04,26  |
| Mel Zajac                                                             | 100m schoolslag (m)   | 27e       | serie 1: 6de in 1.08,52                                                         |
| Dave Heinbuch                                                         | 200m schoolslag (m)   | 15e       | serie 3: 4de in 2.25,29                                                         |
| Graham Smith                                                          | 200m schoolslag (m)   | 4e        | serie 1: 1ste in 2.22,24 finale: 4de in 2.19,42                                 |
| Clay Evans                                                            | 100m vlinderslag (m)  | 6e        | serie 4: 2de in 55,65 halve finale 1: 4de in 55,86 finale: 6de in 55,81         |
| Steve Pickell                                                         | 100m vlinderslag (m)  | 11e       | serie 5: 3de in 56,59 halve finale 1: 6de in 56,66                              |
| Bruce Robertson                                                       | 100m vlinderslag (m)  | 12e       | serie 1: 2de in 57,06 halve finale 2: 6de in 56,72                              |
| Doug Martin                                                           | 200m vlinderslag (m)  | 22e       | serie 2: 4de in 2.06,81                                                         |
| George Nagy                                                           | 200m vlinderslag (m)  | 10e       | serie 4: 2de in 2.03,33                                                         |
| Bruce Rogers                                                          | 200m vlinderslag (m)  | 14e       | serie 5: 4de in 2.04,51                                                         |
| Andy Ritchie                                                          | 400m wisselslag (m)   | 7e        | serie 2: 2de in 4.31,34 finale: 7de in 4.29,87                                  |
| Bill Sawchuk                                                          | 400m wisselslag (m)   | 9e        | serie 1: 2de in 4.32,65                                                         |
| Graham Smith                                                          | 400m wisselslag (m)   | 5e        | serie 3: 2de in 4.31,29 finale: 5de in 4.28,64                                  |
| Steve Badger Bill Sawchuk Steve Pickell James Hett                    | 4x200m vrije slag (m) | DSQ       | serie 3: gediskwalificeerd                                                      |
| Steve Pickell Graham Smith Clay Evans Gary MacDonald Bruce Robertson  | 4x100m wisselslag (m) | Zilver    | serie 1: 1ste in 3.50,61 finale: 2de in 3.45,94                                 |
|                                                                       |                       |           |                                                                                 |
| Gail Amundrud                                                         | 100m vrije slag (v)   | 11e       | serie 7: 2de in 58,01 halve finale 1: 4de in 58,10                              |
| Barbara Clark                                                         | 100m vrije slag (v)   | 9e        | serie 4: 2de in 58,29 halve finale 1: 4de in 57,72                              |
| Anne Jardin                                                           | 100m vrije slag (v)   | 10e       | serie 2: 1ste in 57,61 halve finale 2: 6de in 57,78                             |
| Gail Amundrud                                                         | 200m vrije slag (v)   | 5e        | serie 2: 1ste in 2.03,85 finale: 5de in 2.03,32                                 |
| Barbara Clark                                                         | 200m vrije slag (v)   | 13e       | serie 2: 2de in 2.05,10                                                         |
| Anne Jardin                                                           | 200m vrije slag (v)   | 14e       | serie 5: 3de in 2.05,28                                                         |
| Wendy Lee                                                             | 400m vrije slag (v)   | 11e       | serie 2: 3de in 4.20,16                                                         |
| Wendy Quirk                                                           | 400m vrije slag (v)   | 9e        | serie 2: 2de in 4.19,69                                                         |
| Shannon Smith                                                         | 400m vrije slag (v)   | Brons     | serie 4: 2de in 4.16,70 finale: 3de in 4.14,60                                  |
| Lisa Geary                                                            | 800m vrije slag (v)   | 10e       | serie 1: 3de in 8.56,49                                                         |
| Wendy Quirk                                                           | 800m vrije slag (v)   | 9e        | serie 2: 4de in 8.53,93                                                         |
| Shannon Smith                                                         | 800m vrije slag (v)   | 6e        | serie 1: 2de in 8.52,66 finale: 6de in 8.48,15                                  |
| Wendy Cook-Hogg                                                       | 100m rugslag (v)      | 4e        | serie 5: 2de in 1.04,31 halve finale 2: 3de in 1.04,17 finale: 4de in 1.03,93   |
| Nancy Garapick                                                        | 100m rugslag (v)      | Brons     | serie 2: 1ste in 1.03,28 halve finale 2: 1ste in 1.03,75 finale: 3de in 1.03,71 |
| Cheryl Gibson                                                         | 100m rugslag (v)      | 5e        | serie 1: 3de in 1.05,64 halve finale 1: 3de in 1.04,89 finale: 5de in 1.05,16   |
| Wendy Cook-Hogg                                                       | 200m rugslag (v)      | 8e        | serie 1: 2de in 2.17,30 finale: 8ste in 2.17,95                                 |
| Nancy Garapick                                                        | 200m rugslag (v)      | Brons     | serie 1: 1ste in 2.16,49 (OR) finale: 3de in 2.15,60                            |
| Cheryl Gibson                                                         | 200m rugslag (v)      | 12e       | serie 2: 2de in 2.20,14                                                         |
| Joann Baker                                                           | 100m schoolslag (v)   | 13e       | serie 5: 3de in 1.15,55 halve finale 2: 7de in 1.15,20                          |
| Lisa Borsholt                                                         | 100m schoolslag (v)   | 15e       | serie 3: 2de in 1.15,05 halve finale 2: 8ste in 1.15,41                         |
| Robin Corsiglia                                                       | 100m schoolslag (v)   | 9e        | serie 2: 1ste in 1.14,14 halve finale 2: 4de in 1.14,56                         |
| Joann Baker                                                           | 200m schoolslag (v)   | 9e        | serie 3: 2de in 2.39,27                                                         |
| Lisa Borsholt                                                         | 200m schoolslag (v)   | 11e       | serie 2: 3de in 2.39,94                                                         |
| Melanie MacKay                                                        | 200m schoolslag (v)   | 23e       | serie 2: 4de in 2.45,08                                                         |
| Hélène Boivin                                                         | 100m vlinderslag (v)  | 9e        | serie 1: 1ste in 1.02,67 (OR) halve finale 1: 4de in 1.02,90                    |
| Wendy Quirk                                                           | 100m vlinderslag (v)  | 6e        | serie 4: 1ste in 1.01,93 halve finale 2: 3de in 1.01,54 finale: 6de in 1.01,75  |
| Susan Sloan                                                           | 100m vlinderslag (v)  | 10e       | serie 6: 2de in 1.03,12 halve finale 1: 5de in 1.02,91                          |
| Cheryl Gibson                                                         | 200m vlinderslag (v)  | 6e        | serie 2: 3de in 2.14,65 finale: 6de in 2.13,91                                  |
| Wendy Quirk                                                           | 200m vlinderslag (v)  | 5e        | serie 4: 2de in 2.14,30 finale: 5de in 2.13,68                                  |
| Becky Smith                                                           | 200m vlinderslag (v)  | 11e       | serie 1: 2de in 2.15,79                                                         |
| Joann Baker                                                           | 400m wisselslag (v)   | 7e        | serie 4: 2de in 4.58,86 finale: 7de in 5.00,19                                  |
| Cheryl Gibson                                                         | 400m wisselslag (v)   | Zilver    | serie 3: 2de in 4.55,30 finale: 2de in 4.48,10                                  |
| Becky Smith                                                           | 400m wisselslag (v)   | Brons     | serie 1: 1ste in 4.52,90 (OR) finale: 3de in 4.50,48                            |
| Gail Amundrud Barbara Clark Becky Smith Anne Jardin Debbie Clarke     | 4x100m vrije slag (v) | Brons     | serie 2: 2de in 3.49,69 finale: 3de in 3.48,81                                  |
| Wendy Cook-Hogg Robin Corsiglia Susan Sloan Anne Jardin Debbie Clarke | 4x100m wisselslag (v) | Brons     | serie 2: 1ste in 4.20,10 finale: 3de in 4.15,22                                 |

Amerikaanse Maagdeneilanden · Andorra · Antigua en Barbuda · Argentinië · Australië · Bahama's · Barbados · België · Belize · Bermuda · Bolivia · Bondsrepubliek Duitsland · Brazilië · Bulgarije · Canada · Chili · Colombia · Costa Rica · Cuba · Denemarken · Dominicaanse Republiek · Duitse Democratische Republiek · Ecuador · Egypte · Fiji · Filipijnen · Finland · Frankrijk · Griekenland · Groot-Brittannië · Guatemala · Haïti · Honduras · Hongarije · Hongkong · Ierland · IJsland · India · Indonesië · Iran · Israël · Italië · Ivoorkust · Jamaica · Japan · Joegoslavië · Kaaimaneilanden · Kameroen · Koeweit · Libanon · Liechtenstein · Luxemburg · Maleisië · Marokko · Mexico · Monaco · Mongolië · Nederland · Nederlandse Antillen · Nepal · Nicaragua · Nieuw-Zeeland · Noord-Korea · Noorwegen · Oostenrijk · Pakistan · Panama · Papoea-Nieuw-Guinea · Paraguay · Peru · Polen · Portugal · Puerto Rico · Roemenië · San Marino · Saoedi-Arabië · Senegal · Singapore · Sovjet-Unie · Spanje · Suriname · Thailand · Trinidad en Tobago · Tsjecho-Slowakije · Tunesië · Turkije · Uruguay · Venezuela · Verenigde Staten · Zuid-Korea · Zweden · Zwitserland